# Мокий, Елена Михайловна
Елена Михайловна Мокий (укр. Олена Михайлівна Мокій; 7 марта 1940 год, село Жубраче, Лесковский повят, Подкарпатское воеводство, Польша — 11 декабря 1991 года, село Трибуховцы, Бучачский район, Тернопольская область, Украина) — колхозница, звеньевая свекловодческого звена Бучачского совхоза-техникума Бучачского района Тернопольской области, Украинская ССР. Герой Социалистического Труда (1976). Депутат Верховного Совета УССР 9-го и 10-го созывов.

## Биография
Родилась 7 марта 1940 года в крестьянской семье в украинском селе Зубраче (сегодня — Жубраче) Подкарпатского воеводства, Польша. В 1947 году во время операции «Висла» вместе со своими родителями депортирована на Украину в Тернопольскую область. С 1958 года — колхозница, позднее — звеньевая одного из колхозов Тернопольской области.
С 1961 года — звеньевая свекловодческого звена Бучачского совхоза-техникума Бучачского района. В 1962 году окончила среднюю школу в селе Трубиховцы Бучачского района.
Звено, руководимое Еленой Мокий, ежегодно получало высокие урожаи сахарной свеклы. С 1971 года в течение пяти лет ежегодный урожай свеклы составлял в среднем около 600 центнеров с каждого гектара с участка площадью 60 гектаров.
Указом Президиума Верховного Совета СССР от 24 декабря 1976 года за выдающиеся успехи, достигнутые во Всесоюзном социалистическом соревновании, проявленную трудовую доблесть в выполнении планов и социалистических обязательств по увеличению производства и продажи государству сельскохозяйственных продуктов в 1976 году удостоена звания Героя Социалистического Труда.
Избиралась депутатом Верховного Совета УССР от Бучачского избирательного округа.
Скончалась в возрасте 51 года в селе Трибуховцы. Похоронена на кладбище этого же села.

## Награды
- медаль «Серп и Молот» (24.12.1976)
- орден Ленина — дважды (15.12.1972, 24.12.1976)
- медаль «За трудовую доблесть» (08.04.1971)